# Yuni Shara
Yuni Shara, właśc. Wahyu Setyaning Budi (ur. 3 czerwca 1972 w Malang) – indonezyjska piosenkarka.

## Życiorys
Urodziła się 3 czerwca 1972 r. w Malang w prowincji Jawa Wschodnia. Od dzieciństwa interesowała się śpiewem. Wielokrotnie brała udział w konkursach wokalnych, odkąd rozpoczęła naukę w szkole podstawowej. W 1987 r. wzięła udział w festiwalu Bintang Radio dan Televisi, gdzie zajęła drugie miejsce, prezentując utwór keroncong stworzony przez ojca. Dwa lata później Yuni zdobyła pierwsze miejsce na tym samym festiwalu. Zaoferowano jej ofertę stworzenia nagrań z wokalistami należącymi do Billboard All Stars.
Pierwsze nagrania piosenkarki ukazały się w 1990 r. pod tytułem Jatuh Cinta Lagi. W 1991 r. wystąpiła na North Sea Jazz Festival jako wokal wspierający dla Bhaskara Band. W tym samym roku wyszedł jej drugi album pt. Hilang Permataku. Jej trzeci album pt. Salah Tingkah (1992) okazał się komercyjnym fiaskiem. Sukces odniosły natomiast albumy Aku Percaya (1993) i Surat Undangan (1994). Jej kariera sięgnęła szczytu w 1995 r., kiedy to ukazał się jej album pt. Mengapa Tiada Maaf. Nagrania te sprzedały się w nakładzie 1,5 miliona egzemplarzy, a artystka zdobyła cztery platynowe płyty BASF. W tym samym roku piosenkarka wydała album ze ścieżką dźwiękową do serialu Return Of The Condor Heroes, który pokrył się potrójną platyną.

## Życie prywatne
Jest siostrą Krisdayanti.

## Dyskografia
Albumy
- 1990: Kasmaran
- 1991: Hilang Permataku
- 1992: Salah Tingkah
- 1993: Aku Percaya
- 1994: Surat Undangan
- 1995: Mengapa Tiada Maaf
- 1995: Soundtrack Return Of The Condor Heroes
- 1996: Sebelum Kau Pergi
- 1997: Desember Kelabu
- 1998: Pelangi
- 2000: Janji Sepasang Merpati
- 2001: Soundtrack Meteor Garden
- 2002: Isi Hati
- 2004: Belaian Sayang
- 2007: 35
- 2009: Jalan Yang Terbaik
- 2014: Tuhan Jagakan Dia

Single
- 1999: „Kidung” (wraz z 3 Bidadari)
- 1999: „Lilin-Lilin Kecil”
- 2010: „50 Tahun Lagi” (feat. Raffi Ahmad)
- 2010: „Aku Cinta Padamu”
- 2011: „Cinta Ini” (feat. Raffi Ahmad)
- 2011: „Aku Jadi Bingung” (feat. Iwa K)
- 2011: „Nurlela” (feat. Krisdayanti, Iis Dahlia)
- „Akhirnya”
- 2014: „Tuhan Jagakan Dia”

Źródło: .